# Vähä-Muurahainen
Vähä-Muurahainen är en ö i Finland. Den ligger i sjön Ruotsalainen och i kommunen Heinola i den ekonomiska regionen  Lahtis ekonomiska region  och landskapet Päijänne-Tavastland, i den södra delen av landet, 130 km norr om huvudstaden Helsingfors. Öns area är 0,4 hektar och dess största längd är 80 meter i öst-västlig riktning.